# Церковь Параскевы Пятницы (Чернавчицы)
Церковь Параскевы Пятницы (бел. Царква Параскевы Пятніцы) — православная церковь в деревне Чернавчицы Брестского района Брестской области. Один из немногих сохранившихся до нашего времени аутентичных четырёх-срубных крестовых храмов, ранее довольно распространенных на территории Беларуси, памятник народного зодчества XVIII века.

## История
Церковь была построена в 1733 году из дерева, перестраивалась в 1860-е года. Обнесена бутовым ограждением с арочными 2-х ярусными воротами-колокольней. Пострадала от пожара в 1987 году (потеряны купол-баня, крыша, иконостас 1830-х годов). Вместо купола сооружен высокий стрельчатый шатер, не соответствующий брутальным барочным массам самого храма.

## Архитектура
Памятник народного зодчества с чертами стиля барокко. Крестовый в плане сруб несколько вытянут вдоль продольной оси за счет 5-гранной апсиды с боковыми низкими ризницами и небольшого притвора под 2-склонной крышей. Молитвенный зал получил распространение в ширину с созданием небольшого трансепта, отмеченного снаружи щитами. Средокрыжье 2-склонных крыш увенчано фигурным многоярусным куполом (его происхождение более позднее, так как визита 2-й половины XVIII в. отмечает в завершении храма простой крест). Вертикальную направленность здания подчеркивают также шалевка, брусья-стяжки, угловые рустованные лопатки, сдвоенные прямоугольные оконные проемы. Фигурной шалевкой обработан 3-угольный фронтон главного фасада.

## Интерьер
В перекрытии плоским потолком молитвенный зал открываются хоры, расположенные над бабинцем. Апсида выделена деревянным резным иконостасом 1987 года. «Икона Чудо Георгия о змеи» (1729).